# 프로비던스 브루인스
| 프로비던스 브루인스 |                                                                 |
| 콘퍼런스            | 동부 콘퍼런스                                                   |
| 디비전              | 애틀랜틱 디비전                                                 |
| 설립연도            | 1987년                                                          |
| 해체연도            |                                                                 |
| 역사                | 메인 매리너스 (1987년~1992년) 프로비던스 브루인스 (1992년~현재) |
| 경기장              | 아미카 뮤츄얼 파빌리온                                          |
| 연고지              | 로드아일랜드주 프로비던스                                       |
| 상징색              | 검정, 금, 하양                                                  |
| 구단주              | H. 라루 렌프로                                                  |
| 단장                | 돈 스위니                                                       |
| 감독                | 브루스 캐시디                                                   |
| NHL 제휴            | 보스턴 브루인스                                                 |
| ECHL 제휴           | 애틀랜타 글래디에이터스                                         |
| 정규시즌 우승       | 3 (1999, 2008, 2013)                                            |
| 콘퍼런스 우승       | 1 (1999)                                                        |
| 디비전 우승         | 6 (1988, 1993, 1999, 2003, 2008, 2013)                          |
| 칼더 컵             | 1 (1999)                                                        |
| 영구 결번           | -                                                               |

프로비던스 브루인스(Providence Bruins)는 미국 로드아일랜드주 프로비던스를 연고지로 하는 AHL의 동부 콘퍼런스 애틀랜틱 디비전 소속 아이스 하키팀이다.

## 역대 홈경기장
| 프로비던스 브루인스    |             |          |                           |                                                                       |
| 경기장                 | 사용기간    | 수용인원 | 장소                      | 비고                                                                  |
| 아미카 뮤츄얼 파빌리온 | 1992년~현재 | 11,075명 | 로드아일랜드주 프로비던스 | 프로비던스 시빅 센터 (1992년~2001년) 던킨 도너츠 센터 (2001년~2022년) |